# Enrique del Toro y Quartiellers
Enrique León del Toro y Quartiellers (noviembre de 1851 - 23 de febrero de 1893), nació en Cádiz y fue alcalde de su ciudad natal. Durante su mandato se funda la Sociedad Cooperativa de Gas y la Casa de Maternidad, la Escuela de Artes y Oficios y el primer laboratorio municipal. Fue hermano del también alcalde de Cádiz, Cayetano del Toro.

## Biografía
Del Toro y Quartiellers fue hijo de José del Toro y Castro, un escritor que escribió una bibliografía de José de Vargas Ponce, abogado y farmacéutico fundador de la Facultad de Farmacia. Su madre fue María de las Mercedes Cuartellis y Picazo quien también se dedicó al comercio por medio de una tienda de modas. Comenzó con una vida dedicada al comercio que en tal capacidad pasó a ser miembro socio de la Sociedad Económica Gaditana establecida en las antiguas casas consulares de la calle San Francisco. Pronto fue incluido en la política junto a su padre quien sirvió como concejal de su municipio y su hermano Cayetano quien fue igualmente alcalde.

### Servicio público
Con la llegada a la ciudad de canalizaciones en la vía pública, Del Toro y Quartiellers procede como alcalde a la fundación de la Cooperativa de Gas. Estas permitieron hacer el cambio del alumbrado público y opciones de gas a las casas de particulares. Fundó igualmente la Casa de la Maternidad anexo al ya existente Asilo de Niños fundada por su padre Del Toro y Castro. El 15 de septiembre de 1888, Del Toro y Quartiellers dimite de su cargo como alcalde por razones de salud, que afirma resultó quebrantada por el poco éxito de sus gestiones.